# Catedral de Módena
A Catedral de Módena (italiano: Duomo di Modena) é um dos lugares de arte românica mais importantes da Europa e Patrimônio Mundial da Humanidade, da UNESCO.

## Construção
As obras da catedral começaram em 1099, sob a direção do arquiteto Lanfranco, no local onde encontrava-se o sepulcro de São Geminiano, santo patrono de Módena. Anteriormente, a partir do século V, foram construídas igrejas no mesmo local, mas todas foram destruídas. Os restos do santo ainda são exibidos na cripta da catedral.

## Ornamentação
A última intervenção da escola de Wiligelmo nos trabalhos de decoração da catedral antes da chegada dos mestres camponeses foi a das oito métopas colocadas sobre os contrafortes externos, obra de um aluno de Wiligelmo conhecido como Mestre das Métopas. A fim de evitar o roubo das mesmas, estas métopas foram levadas ao museu da catedral e substituídas por cópias em 1950.
Depois das obras realizadas por Lanfranco, a catedral foi adornada por Anselmo da Campione e seus herdeiros, os chamados mestres camponeses. Graças a isto, a fachada moderna exibe estilos distintos. A majestosa rosácea foi agregada por Anselmo no Século XIII, enquanto os dois leões que se mantiveram sobre as colunas da entrada pertencem à época da Roma antiga e provavelmente foram descobertos durante a escavação para colocação das fundações.

## Fachada

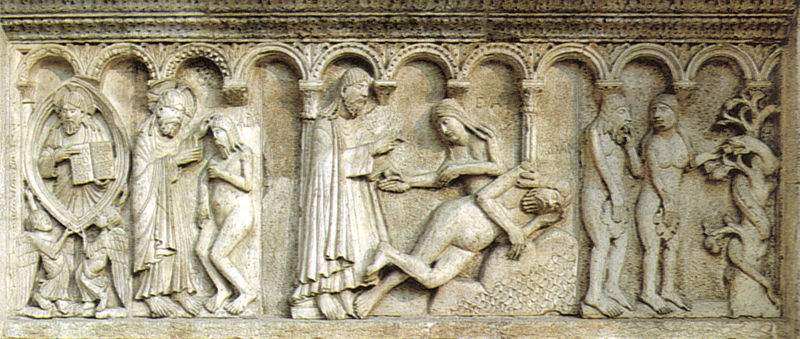
Baixorrelevo de Wiligelmo: a Criação do homem, da mulher e do pecado original.

A fachada tem relevos notáveis, obra de Wiligelmo de Módena, um contemporâneo de Lanfranco. Os relevos incluem retratos de profetas e patriarcas e muitas histórias bíblicas, que, em seu conjunto formam uma obra-prima da escultura românica. Os expertos tem escrito muito sobre a maneira em que se apresenta a criação de Adão e Eva, do pecado original e a história de Noé.
Artisticamente, as portas laterais também são notáveis. Na Praça Grande encontram-se a Porta Regia (Porta Real), feita pelos camponeses e a menor, a Porta dei Principi (Porta dos Príncipes), decorada por um pupilo de Wiligelmo com relevos que descrevem a vida de São Geminiano. Na face norte encontra-se a Porta della Pescheria (Porta da Pescaria), com relevos inspirados no ciclo das marés e histórias do Ciclo Artúrico.

## Interior

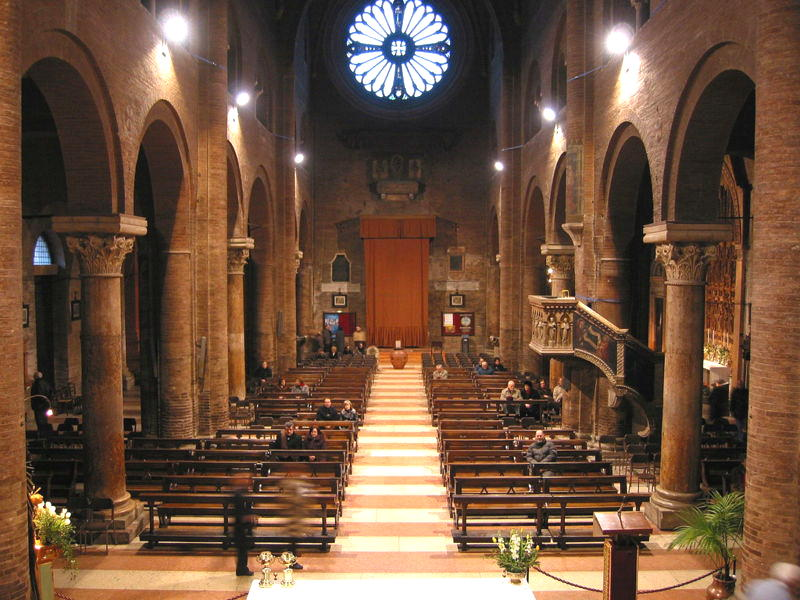
Interior da catedral.

No interior, a catedral encontra-se dividida em três naves. Entre a nave central e a cripta encontra-se um parapeito de mármore desenhado por Anselmo da Campione que representa a Paixão de Cristo e inclui a Santa Ceia. O púlpito foi desenhado por Arrigo da Campione e é decorado com estatuetas de terracota. Também é interessante o crucifixo de madeira do Século XIV.
No Duomo são encontardas cenas de Natal, criadas pelos maiores artistas de Módena: Antonio Begarelli (1527) e, na cripta, a Madonna della Papa de Guido Mazzoni (1480).
A Torre della Ghirlandina está anexa à igreja.